# ドミニオン (プロレス興行)
DOMINION（ドミニオン）は、新日本プロレスが主催するプロレス興行。また、同興行を扱うPPVの名称である。

## 概要
- 毎年6月の第3週土曜日[1] に開催されており、新日本プロレスの「上半期の総決算」[2] と銘打っている。
- 大会名は「DOMINION 6.○○」で統一されており、○○の部分は興行を行った日付が入る。
- ドミニオンとは英語で「支配権」、「統治権」の意味。

## 試合結果

### 2009年
| 第1試合 20分1本勝負                                                                    |                                             |                                                           |
| 金本浩二 ●吉橋伸雄                                                                     | 06分47秒 ムササビプレス →片エビ固め         | 獣神サンダー・ライガー AKIRA○                             |
| 第2試合 20分1本勝負                                                                    |                                             |                                                           |
| スーパー・ストロング・マシン ●平澤光秀                                                 | 05分26秒 アックスボンバー →片エビ固め       | 大森隆男○ 吉江豊                                          |
| 第3試合 30分1本勝負 ■ IWGP Jr.タッグ王座挑戦者決定戦                                   |                                             |                                                           |
| ○田口隆祐 プリンス・デヴィット                                                         | 13分13秒 どどん →エビ固め                   | ミラノコレクションA.T. タイチ●                            |
| 第4試合 時間無制限1本勝負 ■ マスカラ・コントラ・マスカラ（敗者マスク剥ぎマッチルール） |                                             |                                                           |
| ○タイガーマスク                                                                        | 04分32秒 羽折り固め                         | ブラック・タイガー●                                       |
| 第5試合 30分1本勝負                                                                    |                                             |                                                           |
| 天山広吉 永田裕志 ●井上亘 本間朋晃                                                     | 12分12秒 顔面への膝蹴り →片エビ固め         | 中邑真輔○ 飯塚高史 石井智宏 邪道                          |
| 第6試合 30分1本勝負 ■ スペシャルシングルマッチ NJPW vs NOAH Battle diffusions I        |                                             |                                                           |
| ●岡田かずちか                                                                          | 08分28秒 ゴーフラッシャー →片エビ固め       | 潮崎豪○                                                   |
| 第7試合 60分1本勝負 ■ IWGPタッグ選手権試合 ハードコアマッチルール                      |                                             |                                                           |
| ブラザー・レイ ○ブラザー・ディーボン (第52代王者組)                                    | 18分04秒 机へのスーパーパワーボム →エビ固め | ジャイアント・バーナード カール・アンダーソン● (挑戦者組) |
| ※レイ&ディーボン組が3度目の防衛に成功。                                                |                                             |                                                           |
| 第8試合 30分1本勝負 ■ スペシャルシングルマッチ NJPW vs NOAH Battle diffusions II       |                                             |                                                           |
| ●後藤洋央紀                                                                            | 14分42秒 オリンピック予選スラム →片エビ固め | 杉浦貴○                                                   |
| 第9試合 30分1本勝負 ■ スペシャルシングルマッチ Dominion’s Scepter                      |                                             |                                                           |
| ●真壁刀義                                                                              | 14分16秒 鬼殺し →片エビ固め                 | 矢野通○                                                   |
| 第10試合 60分1本勝負 ■ IWGPヘビー級選手権試合                                          |                                             |                                                           |
| ●中西学 (第51代王者)                                                                   | 31分18秒 ハイフライフロー →片エビ固め       | 棚橋弘至○ (挑戦者)                                        |
| ※棚橋が第52代王者となる。                                                              |                                             |                                                           |

### 2010年
| 第1試合 20分1本勝負 |                                               |                                                           |
| 金本浩二 ○エル・サムライ AKIRA | 08分48秒 ラ・マヒストラル                     | スーパー・ストロング・マシン 田口隆祐 タマ・トンガ●       |
| 第2試合 20分1本勝負 |                                               |                                                           |
| 中西学 平澤光秀 ●KUSHIDA | 09分24秒 スリーパーホールド                   | 飯塚高史○ 石井智宏 外道                                   |
| 第3試合 30分1本勝負 ■ G・B・H vs NOAH スペシャルシングルマッチ                                                                                 |                                               |                                                           |
| ●本間朋晃 | 08分58秒 キン肉バスター →エビ固め             | モハメド・ヨネ○                                           |
| 第4試合 30分1本勝負 ■ 中邑真輔 復帰戦 |                                               |                                                           |
| ○中邑真輔 | 04分41秒 ボマイェ →片エビ固め                 | ダニエル・ピューダー●                                     |
| 第5試合 30分1本勝負 ■ スペシャルシングルマッチ                                                                                                 |                                               |                                                           |
| ○後藤洋央紀 | 13分39秒 昇天・改 →エビ固め                   | 田中将斗●                                                 |
| 第6試合 60分1本勝負 ■ IWGPタッグ選手権試合 3WAYマッチ イリミネーションルール                                                                   |                                               |                                                           |
| 永田裕志 ●井上亘 (第56代王者組) | 18分24秒 ガン・スタン →片エビ固め             | ジャイアント・バーナード カール・アンダーソン○ (挑戦者組) |
| ※バーナード&アンダーソン組が第57代王者組となる。 ※3チーム同時に試合を行い、敗れたチームから退場していく方式。もう一組は高橋裕二郎 & 内藤哲也組 |                                               |                                                           |
| 第7試合 60分1本勝負 ■ IWGP Jr.ヘビー級選手権試合                                                                                               |                                               |                                                           |
| ●丸藤正道 (第59代王者) | 20分20秒 雪崩式ブラディ・サンデー →片エビ固め | プリンス・デヴィット○ (挑戦者)                            |
| ※デヴィットが第60代王者となる。 |                                               |                                                           |
| 第8試合 時間無制限1本勝負 ■ スペシャルシングルマッチ ルーザー・ボールド・ルール                                                                |                                               |                                                           |
| ○棚橋弘至 | 12分54秒 回転十字架固め                       | 矢野通●                                                   |
| 第9試合 60分1本勝負 ■ IWGPヘビー級選手権試合                                                                                                   |                                               |                                                           |
| ○真壁刀義 (第54代王者) | 20分40秒 キングコングニードロップ →体固め     | 潮崎豪 (挑戦者)●                                          |
| ※真壁が初防衛に成功。 |                                               |                                                           |

### 2011年
| 第1試合 20分1本勝負                                                                        |                                                   |                                            |
| ○金本浩二                                                                                  | 03分04秒 逆片エビ固め                             | 高橋広夢●                                  |
| 第2試合 20分1本勝負                                                                        |                                                   |                                            |
| 獣神サンダー・ライガー タイガーマスク ●KUSHIDA                                             | 08分33秒 スライス・ブレッド#2 →片エビ固め         | 外道 邪道 ブライアン・ケンドリック○        |
| 第3試合 60分1本勝負 ■ CMLL世界ウェルター級選手権試合                                       |                                                   |                                            |
| ●田口隆祐 (第25代王者)                                                                     | 08分26秒 エビ固め                                 | マスカラ・ドラダ○ (挑戦者)                 |
| ※ドラダが第26代王者となる。                                                                |                                                   |                                            |
| 第4試合 30分1本勝負                                                                        |                                                   |                                            |
| 天山広吉 ○永田裕志 井上亘                                                                  | 09分12秒 バックドロップホールド                   | 飯塚高史 田中将斗 石井智宏●                |
| 第5試合 30分1本勝負 ■ スペシャルシングルマッチ                                             |                                                   |                                            |
| ●内藤哲也                                                                                  | 11分12秒 東京ピンプス →エビ固め                   | 高橋裕二郎○                                |
| 第6試合 60分1本勝負 ■ IWGP Jr.ヘビー級選手権試合                                           |                                                   |                                            |
| ●プリンス・デヴィット (第60代王者)                                                         | 13分49秒 フェニックススプラッシュ →片エビ固め     | 飯伏幸太○ (挑戦者)                         |
| ※飯伏が第61代王者となる。                                                                  |                                                   |                                            |
| 第7試合 30分1本勝負 ■ スペシャルタッグマッチ                                               |                                                   |                                            |
| 真壁刀義 ●小島聡                                                                           | 12分39秒 ゴッチ式パイルドライバー →体固め         | 鈴木みのる○ ランス・アーチャー             |
| 第8試合 60分1本勝負 ■ IWGPインターコンチネンタル選手権試合                                 |                                                   |                                            |
| ○MVP (初代王者)                                                                            | 10分50秒 レッグロールクラッチホールド             | 矢野通● (挑戦者)                           |
| ※MVPが初防衛に成功。                                                                       |                                                   |                                            |
| 第9試合 60分1本勝負 ■ IWGPタッグ・GHCタッグダブル選手権試合                                |                                                   |                                            |
| ○ジャイアント・バーナード カール・アンダーソン (第57代IWGPタッグ王者組)                    | 12分03秒 ツームストーンパイルドライバー →エビ固め | 高山善廣 佐野巧真● (第21代GHCタッグ王者組) |
| ※バーナード&アンダーソン組がIWGPタッグ王座8度目の防衛、ならびに第22代GHCタッグ王者となる。 |                                                   |                                            |
| 第10試合 60分1本勝負 ■ IWGPヘビー級選手権試合                                              |                                                   |                                            |
| ○棚橋弘至 (第56代王者)                                                                     | 25分28秒 ハイフライフロー →片エビ固め             | 後藤洋央紀● (挑戦者)                       |
| ※棚橋が5度目の防衛に成功。                                                                 |                                                   |                                            |

### 2012年
| 第1試合 20分1本勝負                               |                                             |                                        |
| プリンス・デヴィット KUSHIDA ●BUSHI               | 10分48秒 シットダウン式ラストライド         | 飯伏幸太○ ケニー・オメガ 佐々木大輔    |
| 第2試合 20分1本勝負                               |                                             |                                        |
| 永田裕志 井上亘 ●キャプテン・ニュージャパン       | 09分26秒 垂直落下式ブレーンバスター →体固め | YOSHI-HASHI 石井智宏○ ロッキー・ロメロ |
| 第3試合 60分1本勝負 ■ IWGP Jr.タッグ王座決定戦    |                                             |                                        |
| 獣神サンダー・ライガー ○タイガーマスク            | 09分20秒 タイガースープレックスホールド     | TAKAみちのく● タイチ                   |
| ※ライガー&タイガー組が第32代王者組となる。        |                                             |                                        |
| 第4試合 30分1本勝負 ■ スペシャルタッグマッチ      |                                             |                                        |
| カール・アンダーソン ●タマ・トンガ                | 10分19秒 ペイ・ダート →片エビ固め           | MVP シェルトン・ベンジャミン○          |
| 第5試合 60分1本勝負 ■ IWGP Jr.ヘビー級選手権試合  |                                             |                                        |
| ○ロウ・キー (第63代王者)                          | 12分32秒 ウォリアーズ・ラース               | 田口隆祐● (挑戦者)                     |
| ※ロウ・キーが初防衛に成功。                       |                                             |                                        |
| 第6試合 60分1本勝負 ■ IWGPタッグ選手権試合        |                                             |                                        |
| 矢野通 飯塚高史 (第59代王者組)                    | 02分41秒 両者リングアウト                   | 天山広吉 小島聡 (挑戦者組)             |
| 第6試合 60分1本勝負 ■ IWGPタッグ選手権試合 再試合 |                                             |                                        |
| 矢野通 飯塚高史 (第59代王者組)                    | 12分26秒 ノーコンテスト                     | 天山広吉 小島聡 (挑戦者組)             |
| 第7試合 30分1本勝負 ■ スペシャルタッグマッチ      |                                             |                                        |
| 後藤洋央紀 ●内藤哲也                              | 13分28秒 スライディングD →片エビ固め        | 中邑真輔 田中将斗○                     |
| 第8試合 30分1本勝負 ■ スペシャルシングルマッチ    |                                             |                                        |
| ○真壁刀義                                         | 16分21秒 キングコングニードロップ →体固め   | 鈴木みのる●                            |
| 第9試合 60分1本勝負 ■ IWGPヘビー級選手権試合      |                                             |                                        |
| ●オカダ・カズチカ (第57代王者)                    | 28分06秒 ハイフライフロー →片エビ固め       | 棚橋弘至○ (挑戦者)                     |
| ※棚橋が第58代王者となる。                         |                                             |                                        |

### 2013年
| 第0試合 20分1本勝負 |                                         |                                                          |
| 獣神サンダー・ライガー ●タイガーマスク                                                                                    | 07分09秒 タイチ式外道クラッチ           | TAKAみちのく タイチ○                                     |
| 第1試合 60分1本勝負 ■ IWGP Jr.タッグ選手権試合                                                                            |                                         |                                                          |
| ○ロッキー・ロメロ アレックス・コズロフ (第35代王者組)                                                                     | 13分09秒 コントラクトキラー →片エビ固め | KUSHIDA● アレックス・シェリー (挑戦者組)                 |
| ※フォーエバー・フーリガンズが初防衛に成功。                                                                               |                                         |                                                          |
| 第2試合 30分1本勝負 |                                         |                                                          |
| 永田裕志 本間朋晃 ●キャプテン・ニュージャパン                                                                             | 08分19秒 グラネード →体固め             | カール・アンダーソン タマ・トンガ バッドラック・ファレ○  |
| 第3試合 60分1本勝負 ■ IWGPタッグ選手権試合 3WAYマッチ                                                                     |                                         |                                                          |
| 天山広吉 ○小島聡 (第62代王者組)                                                                                           | 11分50秒 ラリアット →片エビ固め         | ランス・アーチャー● デイビーボーイ・スミスJr. (挑戦者組) |
| ※天コジが初防衛に成功。 ※3チーム同時に試合を行い、いずれかの選手が勝利した時点で決着とする。もう一組は矢野通 & 飯塚高史組 |                                         |                                                          |
| 第4試合 60分1本勝負 ■ NWA世界ヘビー級選手権試合                                                                           |                                         |                                                          |
| ○ロブ・コンウェイ (第124代王者)                                                                                           | 08分32秒 エゴ・トリップ →片エビ固め     | 中西学● (挑戦者)                                         |
| ※コンウェイが防衛に成功。                                                                                                 |                                         |                                                          |
| 第5試合 30分1本勝負 |                                         |                                                          |
| ●中邑真輔 石井智宏 | 12分36秒 ペイ・ダート →片エビ固め       | 鈴木みのる シェルトン・ベンジャミン○                     |
| 第6試合 30分1本勝負 ■ 内藤哲也 復帰戦                                                                                     |                                         |                                                          |
| ○内藤哲也 | 15分01秒 スターダストプレス →片エビ固め | 高橋裕二郎●                                              |
| 第7試合 30分1本勝負 ■ スペシャルシングルマッチ                                                                            |                                         |                                                          |
| ●後藤洋央紀 | 13分16秒 PK →片エビ固め                 | 柴田勝頼○                                                |
| 第8試合 30分1本勝負 ■ スペシャルシングルマッチ                                                                            |                                         |                                                          |
| ●棚橋弘至 | 15分33秒 ブラディサンデー →片エビ固め   | プリンス・デヴィット○                                    |
| 第9試合 60分1本勝負 ■ IWGPヘビー級選手権試合                                                                              |                                         |                                                          |
| ○オカダ・カズチカ (第59代王者)                                                                                            | 25分04秒 レインメーカー →片エビ固め     | 真壁刀義● (挑戦者)                                       |
| ※オカダが2度目の防衛に成功。                                                                                              |                                         |                                                          |

### 2014年
| 第1試合 60分1本勝負 ■ IWGPジュニアタッグ選手権試合         |                                           |                                                          |
| マット・ジャクソン ●ニック・ジャクソン (第37代王者組)      | 16分50秒 ホバーボードロック               | KUSHIDA○ アレックス・シェリー (挑戦者組)                 |
| ※KUSHIDA&シェリー組が第38代王者組となる。                  |                                           |                                                          |
| 第2試合 30分1本勝負                                        |                                           |                                                          |
| ○内藤哲也                                                  | 08分13秒 スターダストプレス →片エビ固め   | タマ・トンガ●                                            |
| 第3試合 30分1本勝負                                        |                                           |                                                          |
| 永田裕志 ●本間朋晃                                         | 11分20秒 裏牛殺し →片エビ固め             | 後藤洋央紀○ 柴田勝頼                                     |
| 第4試合 60分1本勝負 ■ NWA世界タッグ選手権試合              |                                           |                                                          |
| 天山広吉 ○小島聡 (第75代王者組)                            | 15分26秒 ラリアット →片エビ固め           | ランス・アーチャー デイビーボーイ・スミスJr.● (挑戦者組) |
| ※天コジが3度目の防衛に成功。                               |                                           |                                                          |
| 第5試合 60分1本勝負 ■ IWGPジュニアヘビー級選手権試合       |                                           |                                                          |
| ○飯伏幸太 (第67代王者)                                     | 13分37秒 フェニックス・プレックス         | リコシェ● (挑戦者)                                       |
| ※飯伏が4度目の防衛に成功。                                 |                                           |                                                          |
| 第6試合 30分1本勝負 ■ スペシャルタッグマッチ               |                                           |                                                          |
| ●矢野通 桜庭和志                                           | 15分13秒 ゴッチ式パイルドライバー →体固め | 鈴木みのる○ 飯塚高史                                     |
| 第7試合 30分1本勝負 ■ スペシャルタッグマッチ               |                                           |                                                          |
| オカダ・カズチカ ●石井智宏                                 | 15分53秒 マイアミ・シャイン →体固め       | AJスタイルズ 高橋裕二郎○                                 |
| 第8試合 60分1本勝負 ■ IWGPタッグ選手権試合                 |                                           |                                                          |
| ○カール・アンダーソン ドク・ギャローズ (第64代王者組)      | 14分41秒 マジックキラー →片エビ固め       | 棚橋弘至 真壁刀義● (挑戦者組)                            |
| ※アンダーソン&ギャローズ組が5度目の防衛に成功。            |                                           |                                                          |
| 第9試合 60分1本勝負 ■ IWGPインターコンチネンタル選手権試合 |                                           |                                                          |
| ●中邑真輔 (第8代王者)                                      | 17分56秒 バッドラックフォール →片エビ固め | バッドラック・ファレ○ (挑戦者)                           |
| ※ファレが第9代王者となる。                                 |                                           |                                                          |

### 2015年
| 第0試合 15分1本勝負 |                                                         |                                                                                        |
| 天山広吉 小島聡 獣神サンダー・ライガー タイガーマスク ●小松洋平                                                           | 08分16秒 ドラダスクリュードライバー →片エビ固め         | 永田裕志 中西学 田口隆祐 マスカラ・ドラダ○ 田中翔                                      |
| 第1試合 60分1本勝負 ■ IWGPジュニアタッグ選手権試合3WAYマッチ                                                              |                                                         |                                                                                        |
| ○マット・ジャクソン ニック・ジャクソン (第42代王者組)                                                                     | 14分30秒 モア・バング・フォー・ユア・バック →片エビ固め | ロッキー・ロメロ● バレッタ (挑戦者組) カイル・オライリー ボビー・フィッシュ (挑戦者組) |
| ※ヤング・バックスが初防衛に成功。 ※3チーム同時に通常のタッグマッチを行ない、いずれかの1チームが勝利した時点で決着とする。 |                                                         |                                                                                        |
| 第2試合 30分1本勝負 ■ スペシャルタッグマッチ                                                                              |                                                         |                                                                                        |
| 内藤哲也 ○本間朋晃 | 08分50秒 こけし →片エビ固め                             | バッドラック・ファレ 高橋裕二郎●                                                       |
| 第3試合 30分1本勝負 ■ スペシャルシングルマッチ                                                                            |                                                         |                                                                                        |
| ○柴田勝頼 | 11分48秒 PK →片エビ固め                                 | 桜庭和志●                                                                              |
| 第4試合 60分1本勝負 ■ IWGPジュニアヘビー級選手権試合                                                                      |                                                         |                                                                                        |
| ●ケニー・オメガ (第70代王者)                                                                                              | 20分44秒 ホバーボードロック                             | KUSHIDA○ (挑戦者)                                                                      |
| ※KUSHIDAが第71代王者となる。                                                                                              |                                                         |                                                                                        |
| 第5試合 60分1本勝負 ■ NEVER無差別級選手権試合                                                                             |                                                         |                                                                                        |
| ○真壁刀義 (第8代王者) | 17分50秒 キングコングニードロップ →片エビ固め           | 石井智宏● (挑戦者)                                                                     |
| ※真壁が初防衛に成功。 |                                                         |                                                                                        |
| 第6試合 60分1本勝負 ■ IWGPタッグ選手権試合                                                                                |                                                         |                                                                                        |
| ●マット・ターバン マイケル・ベネット (第67代王者組) WITHマリア・ケネリス                                                  | 10分09秒 マジックキラー →片エビ固め                     | カール・アンダーソン○ ドク・ギャローズ (挑戦者組) WITHアンバー・ギャローズ             |
| ※挑戦者組が第68代王者となる。                                                                                             |                                                         |                                                                                        |
| 第7試合 30分1本勝負 ■ スペシャルシングルマッチ                                                                            |                                                         |                                                                                        |
| ○棚橋弘至 | 12分32秒 ハイフライフロー →片エビ固め                   | 矢野通●                                                                                |
| 第8試合 60分1本勝負 ■ IWGPインターコンチネンタル選手権試合                                                                |                                                         |                                                                                        |
| ○後藤洋央紀 (第11代王者)                                                                                                  | 22分40秒 昇天・改 →片エビ固め                           | 中邑真輔● (挑戦者)                                                                     |
| ※後藤が初防衛に成功。 |                                                         |                                                                                        |
| 第9試合 60分1本勝負 ■ IWGPヘビー級選手権試合                                                                              |                                                         |                                                                                        |
| ●AJスタイルズ (第62代王者)                                                                                                | 26分16秒 レインメーカー →片エビ固め                     | オカダ・カズチカ○ (挑戦者)                                                             |
| ※オカダが第63代王者となる。                                                                                               |                                                         |                                                                                        |

### 2016年
| 第0試合 20分1本勝負 ■ ジェイ・ホワイト壮行試合 |                                               | |
| ○天山広吉 小島聡 中西学 | 07分53秒 アナコンダマックス                   | ジェイ・ホワイト● ジュース・ロビンソン デビッド・フィンレー                                        |
| 第1試合 20分1本勝負 |                                               | |
| 真壁刀義 ヨシタツ ●キャプテン・ニュージャパン | 07分05秒 ライト・オブ・パッセージ →片エビ固め | バッドラック・ファレ 高橋裕二郎 ハングマン・ペイジ○                                                |
| 第2試合 20分1本勝負 |                                               | |
| 石井智宏 ○YOSHI-HASHI | 07分51秒 バタフライロック                     | SANADA● BUSHI                                                                                      |
| 第3試合 30分1本勝負 ■ スペシャルシングルマッチ |                                               | |
| ○後藤洋央紀 | 09分51秒 GTR →片エビ固め                      | EVIL●                                                                                              |
| 第4試合 60分1本勝負 ■ IWGPジュニアタッグ選手権試合 イリミネーション式4WAYマッチ |                                               | |
| リコシェ ●マット・サイダル (第47代王者組) ロッキー・ロメロ バレッタ (挑戦者組) | 15分23秒 メルツァードライバー →片エビ固め     | カイル・オライリー ボビー・フィッシュ (挑戦者組) マット・ジャクソン○ ニック・ジャクソン (挑戦者組) |
| ※ヤング・バックスが第48代王者組となる。 ※4チーム同時に通常のタッグマッチを行い、敗れたチームから退場となる。また最後まで残ったチームを勝者とする。 ※試合権利のある選手が敗れた時点で、そのチームは退場。なおトップロープを越えて場外に転落した場合も退場となる。 【退場順】 1. ●ロメロ(08分17秒 オーバー・ザ・トップロープ)ニック○ 2. ○サイダル(09分26秒 オーバー・ザ・トップロープ)フィッシュ● |                                               | |
| 第5試合 60分1本勝負 ■ IWGPジュニアヘビー級選手権試合 |                                               | |
| ○KUSHIDA (第73代王者) | 14分36秒 ホバーボードロック                   | ウィル・オスプレイ● (挑戦者)                                                                       |
| ※KUSHIDAが5度目の防衛に成功。 |                                               | |
| 第6試合 60分1本勝負 ■ IWGPタッグ選手権試合 |                                               | |
| タマ・トンガ ●タンガ・ロア (第70代王者組) | 14分02秒 ドゥームズデイ・デバイス →片エビ固め | ジェイ・ブリスコ○ マーク・ブリスコ (挑戦者組)                                                      |
| ※ジェイ&マーク組が第71代王者となる。 |                                               | |
| 第7試合 60分1本勝負 ■ NEVER無差別級選手権試合 |                                               | |
| ●永田裕志 (第11代王者) | 14分53秒 PK →片エビ固め                       | 柴田勝頼○ (挑戦者)                                                                                 |
| ※柴田が第12代王者となる。 |                                               | |
| 第8試合 60分1本勝負 ■ IWGPインターコンチネンタル選手権試合 ラダー・マッチ |                                               | |
| ●ケニー・オメガ (第13代王者) | 33分32秒 エルガンがベルトを獲得               | マイケル・エルガン○ (挑戦者)                                                                       |
| ※エルガンが第14代王者となる。 ※リング上に吊るされたIWGPインターコンチネンタル王座を獲得した選手を勝者とする。 |                                               | |
| 第9試合 60分1本勝負 ■ IWGPヘビー級選手権試合 |                                               | |
| ●内藤哲也 (第64代王者) | 28分58秒 レインメーカー →片エビ固め           | オカダ・カズチカ○ (挑戦者)                                                                         |
| ※オカダ・カズチカが第65代王者となる。 |                                               | |

### 2017年
| 第0試合 15分1本勝負 |                                               |                                                                |
| ○デビッド・フィンレー 岡倫之 海野翔太 | 07分37秒 Prima Nocta →エビ固め                | 川人拓来 北村克哉 八木哲大●                                    |
| 第1試合 20分1本勝負 |                                               |                                                                |
| ○真壁刀義 永田裕志 タイガーマスクW タイガーマスク                                                                                         | 07分01秒 キングコングニードロップ →片エビ固め | 天山広吉 小島聡 中西学● 獣神サンダー・ライガー                 |
| 第2試合 60分1本勝負 NEVER無差別級6人タッグ選手権試合・ガントレットマッチ                                                                  |                                               |                                                                |
| ※まず2チームが通常の6人タッグマッチを行い、敗れたチームから退場。勝ったチームが次のチームと対戦となる。最後に勝ち残ったチームを勝者とする |                                               |                                                                |
| 第2-1試合 60分1本勝負 |                                               |                                                                |
| 石井智宏 ○矢野通 YOSHI-HASHI (挑戦者組)                                                                                                   | 06分01秒 横入り式エビ固め                     | バッドラック・ファレ ハングマン・ペイジ 高橋裕二郎● (挑戦者組) |
| 第2-2試合 60分1本勝負 |                                               |                                                                |
| ○ザック・セイバーJr. 金丸義信 タイチ (挑戦者組)                                                                                           | 00分43秒 ヨーロピアンクラッチ                 | 石井智宏 矢野通● YOSHI-HASHI (挑戦者組)                        |
| 第2-3試合 60分1本勝負 |                                               |                                                                |
| 田口隆祐 ○ジュース・ロビンソン リコシェ (挑戦者組)                                                                                        | 04分53秒 パルプフリクション →片エビ固め       | ザック・セイバーJr. 金丸義信 タイチ● (挑戦者組)                |
| 第2-4試合 60分1本勝負 |                                               |                                                                |
| SANADA EVIL ○BUSHI (第13代王者組) | 07分02秒 MX →エビ固め                         | 田口隆祐● ジュース・ロビンソン リコシェ (挑戦者組)             |
| ※SANADA&EVIL組が初防衛に成功。 |                                               |                                                                |
| 第3試合 60分1本勝負 ■ IWGPジュニアタッグ選手権試合                                                                                        |                                               |                                                                |
| ●ロッキー・ロメロ バレッタ (第51代王者組)                                                                                                 | 14分14秒 シャープシューター                   | マット・ジャクソン ニック・ジャクソン○ (挑戦者組)              |
| ※ヤング・バックスが第52代王者組となる。                                                                                                   |                                               |                                                                |
| 第4試合 60分1本勝負 ■ IWGPタッグ選手権試合                                                                                                |                                               |                                                                |
| ●レイモンド・ロウ ハンソン (第75代王者組)                                                                                                 | 10分43秒 ゲリラ・ウォーフェア →片エビ固め     | タマ・トンガ○ タンガ・ロア (挑戦者組)                          |
| ※ゲリラズ・オブ・ディスティニーが第76代王者組となる。                                                                                     |                                               |                                                                |
| 第5試合 30分1本勝負 ■ スペシャルシングルマッチ                                                                                            |                                               |                                                                |
| ●マイケル・エルガン | 11分53秒 クロスローズ →片エビ固め             | Cody○                                                          |
| 第6試合 60分1本勝負 ■ IWGPジュニアヘビー級選手権試合                                                                                      |                                               |                                                                |
| ●高橋ヒロム (第76代王者) | 19分12秒 リストクラッチ式ホバーボードロック   | KUSHIDA○ (挑戦者)                                              |
| ※KUSHIDAが第77代王者となる。 |                                               |                                                                |
| 第7試合 60分1本勝負 ■ NEVER無差別級選手権試合 ランバージャック・デスマッチ                                                                |                                               |                                                                |
| ○鈴木みのる (第16代王者) | 16分00秒 ゴッチ式パイルドライバー →体固め     | 後藤洋央紀● (挑戦者)                                           |
| ※鈴木が初防衛に成功。 |                                               |                                                                |
| 第8試合 60分1本勝負 ■ IWGPインターコンチネンタル選手権試合                                                                                |                                               |                                                                |
| ●内藤哲也 (第15代王者) | 25分56秒 テキサスクローバーホールド           | 棚橋弘至○ (挑戦者)                                             |
| ※棚橋が第16代王者となる。 |                                               |                                                                |
| 第9試合 60分1本勝負 ■ IWGPヘビー級選手権試合                                                                                              |                                               |                                                                |
| △オカダ・カズチカ (第65代王者) | 60分00秒 時間切れ引き分け                     | ケニー・オメガ△ (挑戦者)                                       |
| ※オカダが6度目の防衛に成功。 |                                               |                                                                |

### 2018年
| 第1試合 60分1本勝負 ■ IWGPジュニアタッグ選手権試合 |                                                         |                                                   |
| 金丸義信 ○エル・デスペラード (第57代王者組) | 09分29秒 エル・エス・クレロ                             | YOH SHO● (挑戦者組)                               |
| ※金丸＆デスペラードが3度目の防衛に成功 |                                                         |                                                   |
| 第2試合 30分1本勝負 ■ スペシャルタッグマッチ |                                                         |                                                   |
| ○ジュース・ロビンソン デビッド・フィンレー | 07分26秒 パルプフリクション →片エビ固め                 | ジェイ・ホワイト● YOSHI-HASHI                     |
| 第3試合 30分1本勝負 ■ スペシャルタッグマッチ |                                                         |                                                   |
| 石井智宏 ●矢野通 | 08分42秒 変型ジム・ブレイクス・アーム・バー             | 鈴木みのる ザック・セイバーJr.○                   |
| 第4試合 60分1本勝負 ■ NEVER無差別級選手権試合3WAYマッチ |                                                         |                                                   |
| 後藤洋央紀 (第17代王者) | 13分46秒 エルガンボム →エビ固め                         | マイケル・エルガン○ (挑戦者) タイチ● (挑戦者)     |
| ※エルガンが第17代王者となる。 ※3選手同時に試合を行い、いずれかの1選手が勝利した時点で決着とする。                                                                                                 |                                                         |                                                   |
| 第5試合 60分1本勝負 ■ IWGPタッグ選手権試合 |                                                         |                                                   |
| EVIL ●SANADA (第79代王者組) | 15分03秒 モア・バンク・フォー・ユア・バック →片エビ固め | マット・ジャクソン○ ニック・ジャクソン (挑戦者組) |
| ※ヤング・バックスが第80代王者組となる。 |                                                         |                                                   |
| 第6試合 30分1本勝負 ■ スペシャル6人タッグマッチ |                                                         |                                                   |
| 棚橋弘至 ●獣神サンダー・ライガー レイ・ミステリオJr. | 11分35秒 クロスローズ →片エビ固め                       | Cody○ ハングマン・ペイジ マーティ・スカル         |
| 第7試合 60分1本勝負 ■ IWGPジュニアヘビー級選手権試合 |                                                         |                                                   |
| ●ウィル・オスプレイ (第80代王者) | 20分20秒 TIME BOMB →体固め                              | 高橋ヒロム○ (挑戦者/BOSJ25優勝者)                 |
| ※高橋ヒロムが第81代王者となる。 |                                                         |                                                   |
| 第8試合 60分1本勝負 ■ ダブルメインイベントⅠ IWGPインターコンチネンタル選手権試合 |                                                         |                                                   |
| ●内藤哲也 (第18代王者) | 17分16秒 コードブレイカー →片エビ固め                   | クリス・ジェリコ○ (挑戦者)                        |
| ※クリス・ジェリコが第19代王者となる。 |                                                         |                                                   |
| 第9試合 時間無制限3本勝負 ■ ダブルメインイベントⅡ IWGPヘビー級選手権試合 |                                                         |                                                   |
| ●オカダ・カズチカ (第65代王者) | 64分50秒（トータルタイム） 片翼の天使 →片エビ固め       | ケニー・オメガ○ (挑戦者)                          |
| ※ケニー・オメガが第66代王者となる。 1本目：〇オカダ（28分47秒 エビ固め）ケニー× 2本目：〇ケニー（19分10秒 片翼の天使→片エビ固め）オカダ× 3本目：〇ケニー（16分53秒 片翼の天使→片エビ固め）オカダ× |                                                         |                                                   |

### 2019年
| 第1試合 30分1本勝負                                          |                                                 |                                                 |
| ○ジョン・モクスリー                                          | 03分52秒 ダブルアームDDT →片エビ固め            | 海野翔太●                                       |
| 第2試合 30分1本勝負                                          |                                                 |                                                 |
| ●小島聡                                                      | 11分14秒 ラスト・オブ・ザ・ドラゴン →片エビ固め | 鷹木信悟○                                       |
| 第3試合 30分1本勝負                                          |                                                 |                                                 |
| 獣神サンダー・ライガー ○YOSHI-HASHI                          | 09分39秒 緊箍児                                 | 鈴木みのる ザック・セイバーJr.●                 |
| 第4試合 30分1本勝負                                          |                                                 |                                                 |
| ○棚橋弘至 ジュース・ロビンソン 田口隆祐                      | 09分48秒 変形スリングブレイド →片エビ固め       | ジェイ・ホワイト チェーズ・オーエンズ● 石森太二 |
| 第5試合 60分1本勝負 ■ NEVER無差別級選手権試合                |                                                 |                                                 |
| ●タイチ (第25代王者)                                         | 16分11秒 垂直落下式ブレーンバスター →片エビ固め | 石井智宏○ (挑戦者)                              |
| ※タイチが初防衛に失敗。石井が新チャンピオンとなる。          |                                                 |                                                 |
| 第6試合 60分1本勝負 ■ IWGPタッグ級選手権試合                 |                                                 |                                                 |
| ○タマ・トンガ タンガ・ロア (第83代王者組)                    | 16分38秒 横入り式エビ固め                       | EVIL● SANADA (挑戦者組)                         |
| ※チャンピオンチームが3度目の防衛に成功。                     |                                                 |                                                 |
| 第7試合 60分1本勝負 ■ IWGPジュニアヘビー級選手権試合         |                                                 |                                                 |
| ●ドラゴン・リー (第84代王者)                                 | 20分07秒 ストームブレイカー →片エビ固め         | ウィル・オスプレイ○ (挑戦者/BOSJ26優勝者)       |
| ※リーが2度目の防衛に失敗。オスプレイが新チャンピオンとなる。 |                                                 |                                                 |
| 第8試合 60分1本勝負 ■ IWGPインターコンチネンタル選手権試合   |                                                 |                                                 |
| ●飯伏幸太 (第21代王者)                                       | 22分06秒 デスティーノ →エビ固め                 | 内藤哲也○ (挑戦者)                              |
| ※飯伏が2度目の防衛に失敗。内藤が新チャンピオンとなる。       |                                                 |                                                 |
| 第9試合 60分1本勝負 ■ IWGPヘビー級選手権試合                 |                                                 |                                                 |
| ○オカダ・カズチカ (第69代王者)                               | 25分43秒 エビ固め                               | クリス・ジェリコ● (挑戦者)                      |
| ※オカダが2度目の防衛に成功。                                 |                                                 |                                                 |

### 2020年
当初は6月14日に開催予定だったが、新型コロナウイルス感染拡大の影響で延期。また政府の方針で入場を4000人程度に留める。
| 第1試合 20分1本勝負                                                                 |                                                 |                                         |
| 真壁刀義 本間朋晃 ●ゲイブリエル・キッド                                             | 09分25秒 ナガタロックⅡ                          | 小島聡 永田裕志○ 田口隆祐               |
| 第2試合 20分1本勝負                                                                 |                                                 |                                         |
| 石井智宏 矢野通 ●辻陽太                                                             | 10分15秒 逆エビ固め                             | SANADA 高橋ヒロム○ BUSHI                |
| 第3試合 30分1本勝負                                                                 |                                                 |                                         |
| 天山広吉 マスター・ワト ●上村優也                                                   | 09分44秒 ピンチェ・ロコ →体固め                 | エル・デスペラード○ 金丸義信 DOUKI      |
| 第4試合 30分1本勝負                                                                 |                                                 |                                         |
| オカダ・カズチカ ●後藤洋央紀                                                        | 09分42秒 ピンプジュース →片エビ固め             | 高橋裕二郎○ 石森太二                    |
| 第5試合 60分1本勝負 ■ NEVER無差別級選手権試合                                       |                                                 |                                         |
| ○鷹木信悟 (第29代王者)                                                              | 20分07秒 ラスト・オブ・ザ・ドラゴン →片エビ固め | SHO● (挑戦者)                           |
| ※鷹木が2度目の防衛に成功。                                                          |                                                 |                                         |
| 第6試合 60分1本勝負 ■ IWGPタッグ級選手権試合                                        |                                                 |                                         |
| ●棚橋弘至 飯伏幸太 (第86代王者組)                                                   | 28分43秒 天翔ザックドライバー →エビ固め         | タイチ ザック・セイバーJr.○ (挑戦者組)  |
| ※チャンピオンチームが防衛に失敗。タイチ&ザック組が新チャンピオンとなる。            |                                                 |                                         |
| 第7試合 60分1本勝負 ■ IWGPヘビー級・IWGPインターコンチネンタル ダブル選手権試合     |                                                 |                                         |
| ●内藤哲也 (王者)                                                                    | 38分01秒 EVIL →片エビ固め                       | EVIL○ (挑戦者/ NEW JAPAN CUP2020優勝者) |
| ※内藤が2度目の防衛に失敗。EVILがIWGPヘビー&IWGPインターコンチネンタル新王者となる。 |                                                 |                                         |

### 2021年
当初は6月6日に開催予定だったが、新型コロナウイルス感染拡大の影響で大阪府との協議の上1日延期となった。
| 第1試合 30分1本勝負                                                                                     |                                                |                                                                   |
| ●SHO YOSHI-HASHI 石井智宏 後藤洋央紀 棚橋弘至                                                           | 10分50秒 ブラディークロス→片エビ固め           | エル・ファンタズモ 石森太二○ チェーズ・オーエンズ 高橋裕二郎 EVIL |
| 第2試合 30分1本勝負                                                                                     |                                                |                                                                   |
| BUSHI ○SANADA 内藤哲也                                                                                  | 11分31秒 オースイスープレックス                | DOUKI ザック・セイバーJr● タイチ                                  |
| 第3試合 60分1本勝負 ■IWGPジュニアヘビー級選手権試合                                                     |                                                |                                                                   |
| ●YOH (挑戦者)                                                                                           | 23分40秒 ピンチェ・ロコ→体固め                 | エル・デスペラード○ (第89代王者)                                  |
| ※王者が初防衛に成功 ※当初は5月4日のレスリングどんたくで行われる予定だったが中止となっていた。           |                                                |                                                                   |
| 第4試合 60分1本勝負 ■スペシャルシングルマッチ                                                           |                                                |                                                                   |
| ○飯伏幸太                                                                                               | 19分54秒 カミゴェ→片エビ固め                   | ジェフ・コブ●                                                     |
| 第5試合 60分1本勝負 ■第3代IWGP世界ヘビー級王座決定戦 60分1本勝負                                        |                                                |                                                                   |
| ●オカダ・カズチカ                                                                                       | 36分00秒 ラスト・オブ・ザ・ドラゴン→片エビ固め | 鷹木信悟○                                                         |
| ※この試合に勝利した選手を第3代IWGP世界ヘビー級王者に認定する。 ※鷹木が第3代IWGP世界ヘビー級王者となる。 |                                                |                                                                   |

### 2022年
| 第1試合 20分1本勝負 |                                                  |                                                                     |
| ●天山広吉 マスター・ワト 田口隆祐 with中西学 | 10分31秒 アルティマ                              | アーロン・ヘナーレ○ フランシスコ・アキラ TJP withジェシー・バルガス |
| 第2試合 20分1本勝負 |                                                  |                                                                     |
| ●BUSHI 内藤哲也 高橋ヒロム | 8分04秒 CR II→片エビ固め                         | エース・オースティン エル・ファンタズモ○ 石森太二                   |
| 第3試合 30分1本勝負 ■ スペシャルシングルマッチ |                                                  |                                                                     |
| ○矢野通 | 4分05秒 林真理子に捧げるNU3                      | ドク・ギャローズ●                                                   |
| 第4試合 60分1本勝負 ■ NEVER無差別級6人タッグ選手権試合 |                                                  |                                                                     |
| ●金丸義信 エル・デスペラード ザック・セイバーJr. (挑戦者組) | 9分26秒 ショックアロー→片エビ固め                | SHO○ 高橋裕二郎 EVIL (第22代NEVER無差別級6人タッグ王者組)           |
| ※王者組が4度目の防衛に成功。 |                                                  |                                                                     |
| 第5試合 60分1本勝負 ■ IWGPタッグ選手権試合 |                                                  |                                                                     |
| ○ジェフ・コブ グレート-O-カーン (挑戦者組) | 11分52秒 ツアー・オブ・ジ・アイランド→片エビ固め | チェーズ・オーエンズ● バッドラック・ファレ (第94代IWGPタッグ王者組) |
| ※王者組が初防衛に失敗、挑戦者組が第95代王者組となる |                                                  |                                                                     |
| 第6試合 60分1本勝負 ■ AEW暫定世界王座戦 進出者決定戦 |                                                  |                                                                     |
| ○棚橋弘至 | 12分40秒 ハイフライフロー→片エビ固め             | 後藤洋央紀●                                                         |
| ※棚橋が6.26、で行われるAEW暫定世界王座決定戦に進出。ジョン・モクスリーと対戦する。 |                                                  |                                                                     |
| 第7試合 10分1本勝負 ■ 『KOPW 2022』争奪戦 鷹木式10分無制限ピンフォールマッチ |                                                  |                                                                     |
| ○鷹木信悟 (KOPW2022保持者) | トータルフォールカウント 11-10                   | タイチ● (挑戦者)                                                    |
| ※保持者が初防衛に成功。 ※鷹木信悟提案ルール 「鷹木式10分無制限ピンフォールマッチ」 10分間でより多くのピンフォールカウントを奪った選手を勝者とする。3カウントピンフォール、ギブアップ、リングアウトでの決着はなしとする。 |                                                  |                                                                     |
| 第8試合 60分1本勝負 ■ NEVER無差別級選手権試合 |                                                  |                                                                     |
| ●タマ・トンガ (第36代NEVER無差別級王者) | 16分27秒 ガン・スタン→片エビ固め                 | カール・アンダーソン○ (挑戦者)                                      |
| ※王者が初防衛に失敗、挑戦者が第37代王者となる。 |                                                  |                                                                     |
| 第9試合 60分1本勝負 ■ 第16代IWGP USヘビー級王座決定戦 |                                                  |                                                                     |
| ●SANADA | 12分48秒 ストームブレイカー→片エビ固め           | ウィル・オスプレイ○                                                 |
| ※ジュースの王座返上により対戦カードが変更。 ※ウィル・オスプレイが第16代IWGP USヘビー級王者となる。 |                                                  |                                                                     |
| 第10試合 60分1本勝負 ■ IWGP世界ヘビー級選手権試合 |                                                  |                                                                     |
| ●オカダ・カズチカ (第4代世界ヘビー級王者) | 36分04秒 ブレードランナー→片エビ固め             | ジェイ・ホワイト○ (挑戦者)                                          |
| ※王者が5度目の防衛に失敗、挑戦者が第5代王者となる。 |                                                  |                                                                     |